# Henry Bowman Brady
Henry Bowman Brady (* 22. Februar 1835 in Gateshead, England; † 10. Januar 1891 in Bournemouth) war ein britischer Mikropaläontologe, Pharmazeut und Botaniker. Er gilt mit Alcide d’Orbigny und Joseph Cushman als einer der Pioniere der Foraminiferen-Forschung.
Brady erhielt wie sein Bruder George Stewardson Brady (1832–1921; später Professor für Naturgeschichte in Newcastle und Experte für Ostrakoden) erste Anregungen von seinem Vater, einem Arzt und Chirurgen, der auch passionierter Naturforscher war. Der Vater war außerdem Quäker und Brady besuchte bis zum Alter von 15 Jahren Quäker-Schulen und war dann vier Jahre Gehilfe eines Chemikers in Leeds. Er studierte kurz am Newcastle College of Medicine Pharmazie und ließ sich 1855 als Apotheker und Geschäftsmann (Handel mit Pharmazeutika und wissenschaftlichen Apparaten) in Newcastle-upon-Tyne nieder. Er brachte es zu Wohlstand, so dass er sich 1876 aus dem Geschäftsleben zurückziehen konnte und sich ganz der Foraminiferen Forschung widmete, über die er zu diesem Zeitpunkt schon zwanzig Aufsätze und Monographien veröffentlicht hatte, teilweise mit Wissenschaftlern wie William Benjamin Carpenter. Er war Mitglied der Northumberland, Durham and Newcastle-upon-Tyne Natural History Society und des Tyneside Naturalists’ Field Club.
Er forschte sowohl über rezente als auch über fossile Foraminiferen (1876 veröffentlichte er eine Monographie über solche aus dem Perm und Karbon). In ihrer Klassifikation schwankte er zwischen derjenigen von Carpenter und von August Emanuel von Reuss. Ab 1878 begann er mit der Bearbeitung der Foraminiferen der Challenger-Expedition, veröffentlicht 1884. Die Zeichnungen fertigte er teilweise selbst, ansonsten arbeitete er mit dem Zeichner und Lithografen A. T. Hollick. Er unternahm zwei Weltreisen (Indien, China, Japan, Java, Pazifik, Australien, Neuseeland, USA) und fuhr ab den 1870er Jahren häufig in die USA. Er hatte gute Beziehungen zu Felix Karrer in Wien und beschrieb 1881 die Foraminiferen der österreich-ungarischen Polarexpedition. Aus Wien und Prag erhielt er verschiedene hohe Auszeichnungen. Auf einer Reise erkrankte er 1889 in Kairo und versuchte sich im milden Klima von Bournemouth zu erholen, wo er in einem strengen Winter 1891 starb.
Als Pharmazeut war er auch an der Organisation des Apothekerwesens in Großbritannien wesentlich beteiligt. Er war einer der Gründer der British Pharmaceutical Conference, war 1864 bis 1870 deren Schatzmeister und 1872/73 deren Präsident. Er war im Rat der Pharmaceutical Society und einer von deren Prüfern speziell für Botanik und er hielt auch Vorlesungen über Botanik am Durham College of Science. Er war Ehrenmitglied der American Pharmaceutical Association, des Philadelphia College of Pharmacy und der Pharmazeutischen Gesellschaften in Sankt Petersburg und Wien.
1874 wurde er Fellow der Royal Society. 1881 wurde er Ehrendoktor in Aberdeen.
Der Brady Award der The Micropalaeontological Society ist ihm und George Stewardson Brady zu Ehren benannt.